# Optativ
Optativ je slovesný způsob, který vyjadřuje zpravidla doufání v něco nebo přání. Existoval již v praindoevropském jazyce. Tento slovesný způsob souvisí s konjunktivem. V češtině se optativ nevyskytuje.

## Optativ v rodině indoevropských jazyků
Jak již bylo zmíněno, optativ se spolu s konjunktivem vyskytoval již v praindoevropském jazyce (ten měl původně čtyři: oznamovací způsob, spojovací způsob, optativ a rozkazovací způsob), ale většina indoevropských jazyků ho již nemá nebo splynul s konjunktivem.
Mezi indoevropské jazyky, ve kterých se dochoval, patří například arménština, albánština nebo některé indoíránské jazyky.

## Optativ v grónštině
Grónština je jeden z těch jazyků, ve kterých optativ nesplynul s konjunktivem.

### Intranzitivní časování
|             | Jednotné číslo | Množné číslo |
| ----------- | -------------- | ------------ |
| První osoba | -naanga        | -naagut      |
| Třetí osoba | -(g)ilitoq     | -(g)ilittoq  |

### Tranzitivní časování
|                                     | Jednotné číslo | Množné číslo |
| ----------------------------------- | -------------- | ------------ |
| první osoba singuláru > druhá osoba | -lakkit        | -lassi       |
| první osoba plurálu > druhá osoba   | -latsigit      | -lassi       |
| třetí osoba singuláru > první osoba | -linga         | -lisigut     |
| třetí osoba plurálu > první osoba   | -linnga        | -lisigut     |
| třetí osoba singuláru > druhá osoba | -lisit         | -lisi        |
| třetí osoba plurálu > druhá osoba   | -litsit        | -lisi        |
| třetí osoba singuláru > třetí osoba | -liuk          | -ligit       |
| třetí osoba plurálu > třetí osoba   | -lissuk        | -lisigik     |